# Thysanopyga crenata
Thysanopyga crenata là một loài bướm đêm trong họ Geometridae.